# Certosa di Garegnano
La Certosa di Garegnano (denominata anche Certosa di Milano) è una certosa situata nel quartiere di Garegnano, a nord-ovest di Milano, un tempo in aperta campagna. Visitabile, con ingresso libero e gratuito, grazie alla collaborazione dei volontari per Il Patrimonio Culturale del Touring Club Italiano.

## Storia

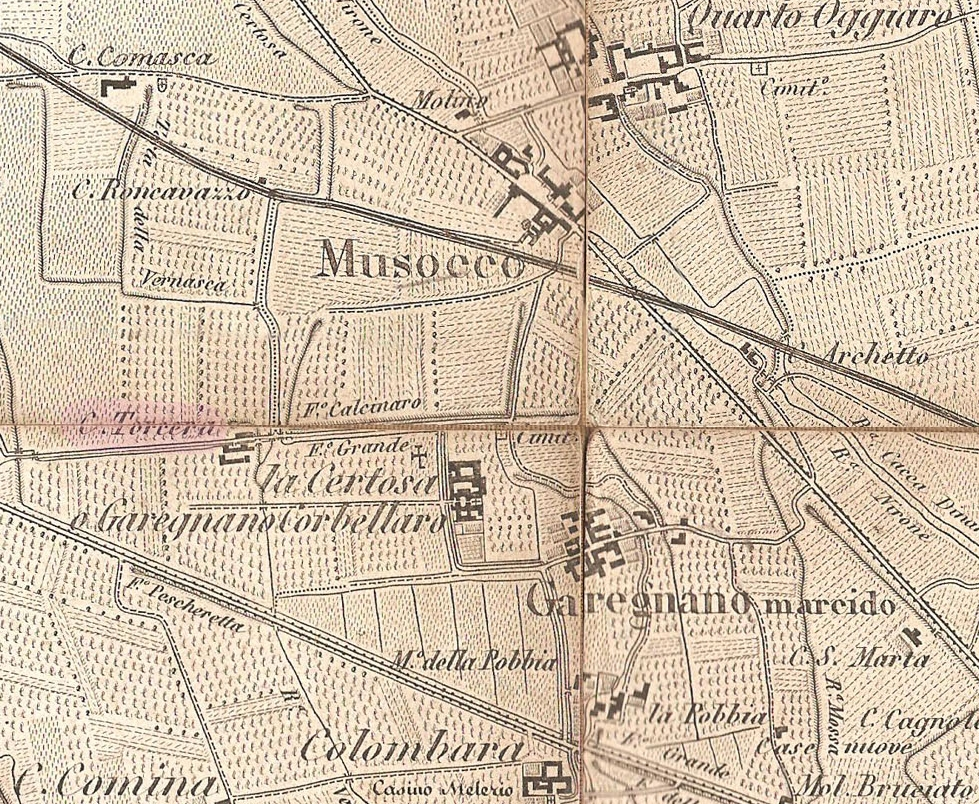
Una mappa del 1865, quando la Certosa era in aperta campagna

Fondata il 19 settembre 1349 da Giovanni Visconti, arcivescovo e signore della città, la Certosa di Garegnano ebbe l'onore, nell'estate del 1357, di ospitare anche Francesco Petrarca. La struttura sorgeva a soli quattro chilometri a ovest dalle mura cittadine di Milano nell'allora borgo rurale di Garegnano e venne realizzata - spiega l'atto di fondazione - col preciso intento di consentire ai monaci che l'amministravano di vivere in ritiro solitario e pregare anche per l'arcivescovo il quale, divenuto anche signore temporale, non poteva badare adeguatamente agli aspetti ecclesiastici che il suo ruolo gli imponeva. A tale scopo il Visconti la dotò di ampie proprietà terriere e immobiliari, campi, vigne e boschi siti nella Pieve di Trenno, le cui rendite potevano garantire il sostentamento dei monaci, e la esentò da ogni tassa e dazio, essendo l'ordine certosino un ordine dedito esclusivamente alla preghiera e alla contemplazione.
I lavori per la costruzione del monastero vennero in gran parte completati dal 1352, anche se la chiesa venne ufficialmente consacrata solo nel 1367. Uno dei priori di questa certosa fu Stefano Maconi che, su suggerimento della moglie del duca Gian Galeazzo Visconti, sarà uno dei primi priori della Certosa di Pavia. Nel corso del Trecento, Luchino Visconti fece cospicue donazioni alla fabbrica della certosa perché venisse ampliata e vi venissero costruiti nuovi altari.
Il complesso, dedicato alla Madonna, era inserito all'interno del Bosco della Merlata, una zona molto frequentata da briganti e banditi i quali, nella notte del 23 aprile 1449 penetrarono nella certosa e compirono razzie impadronendosi di oro e preziosi. Della struttura antica risalente al Trecento e Quattrocento si conserva poco, in particolare il chiostro piccolo, o Claustro Parvo, sul lato destro della chiesa, e l'abside quadrangolare di questa con il tiburio ottagonale.
Il complesso della certosa fu pressoché completamente riedificata sotto la direzione dell'architetto Vincenzo Seregni, già a capo della Fabbrica del Duomo, a partire dagli anni settanta del Cinquecento. Al Seregni spettano in particolare il Cortile dell'Elemosina, il Cortile d'Onore, il Grande Chiostro, Il Chiostro della Foresteria e la ristrutturazione della chiesa, un tempo divisa nettamente in due aree, una destinata ai monaci, l'altra ai conversi. 

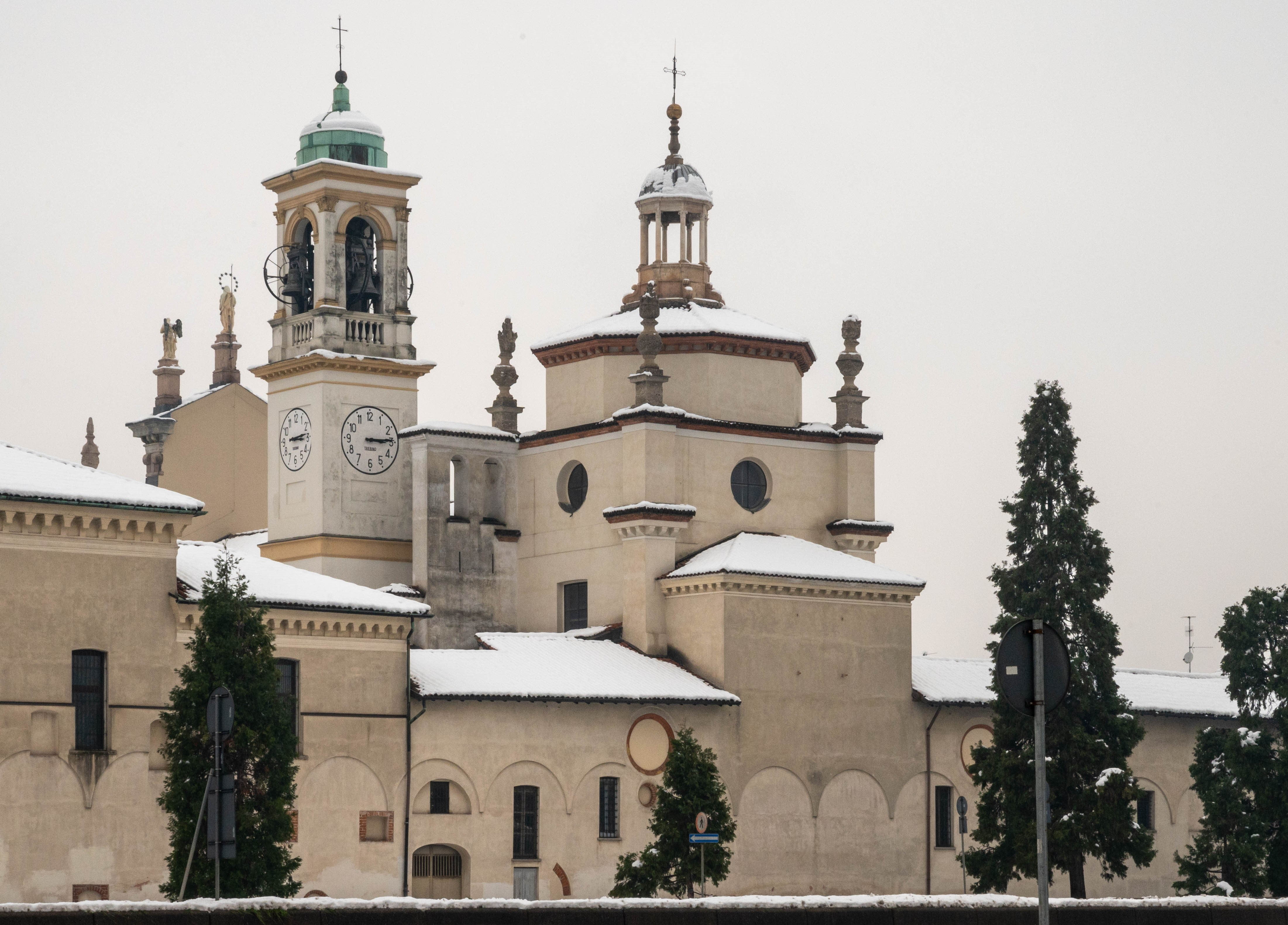
Veduta absidale

In tempi successivi la certosa ospitò personaggi illustri della vita politica e religiosa del tempo come San Bernardino da Siena, San Carlo Borromeo e Filippo IV di Spagna. 
Essa rimase in auge sino alla soppressione degli ordini contemplativi nel 1779 voluta da Giuseppe II.
 Utilizzata come caserma durante l'occupazione napoleonica, venne ripristinata al culto parrocchiale con la restaurazione austriaca. Durante l'Ottocento venne visitata da Lord Byron, il quale fu particolarmente colpito dai suoi affreschi che descrisse in una sua lettera.
Con la trasformazione in parrocchia del borgo di Garegnano, fu eliminato il tramezzo che suddivideva in due la chiesa, rimossi gli stalli e negli anni trenta del Novecento fu costruito l'altare maggiore.
Pur mutilata del chiostro grande (distrutto all'epoca della secolarizzazione napoleonica), e lambita dal cavalcavia che collega alle autostrade dei Laghi e alla Torino Venezia, resta un monumento di notevole interesse.

## Descrizione

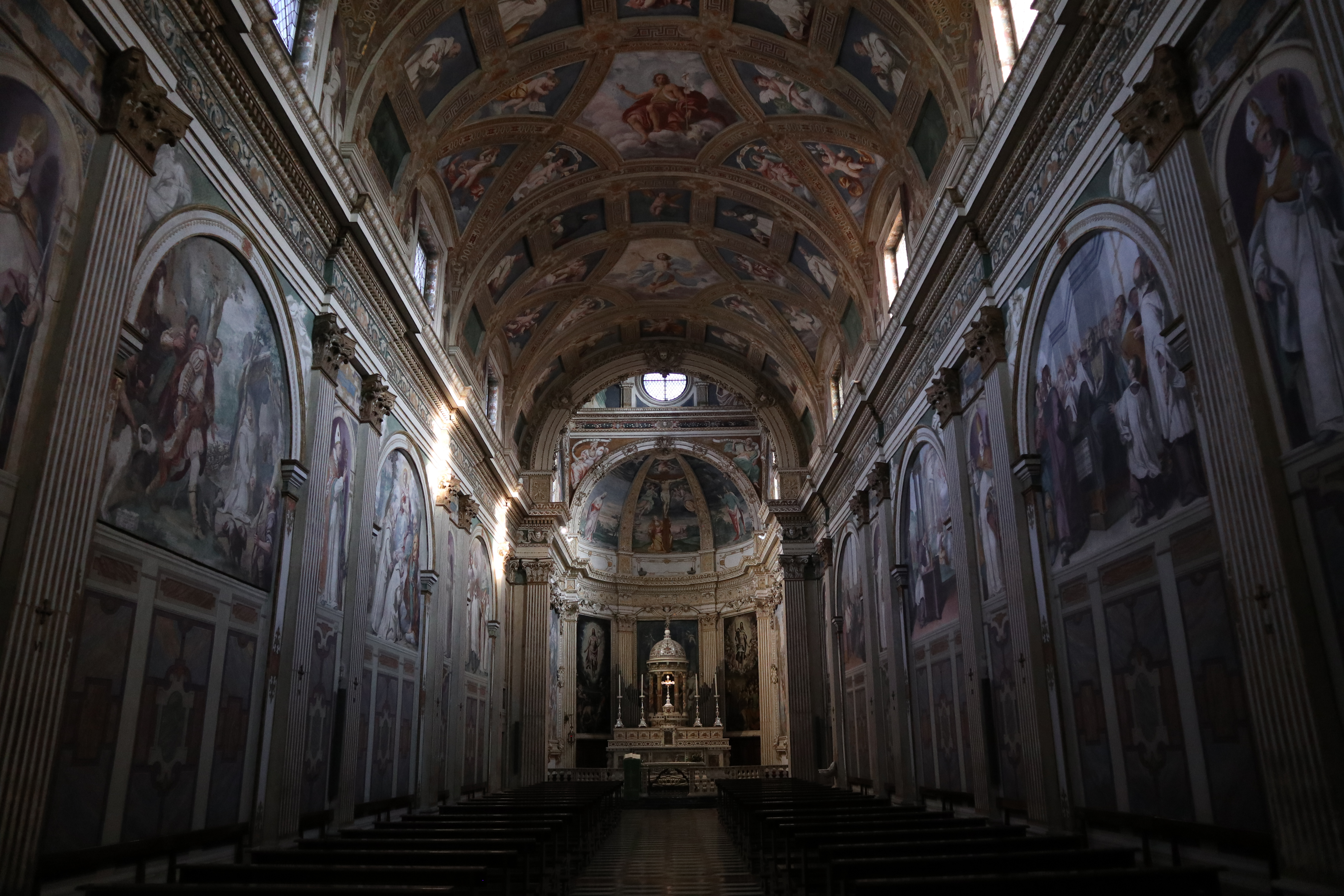
Veduta dell'interno.

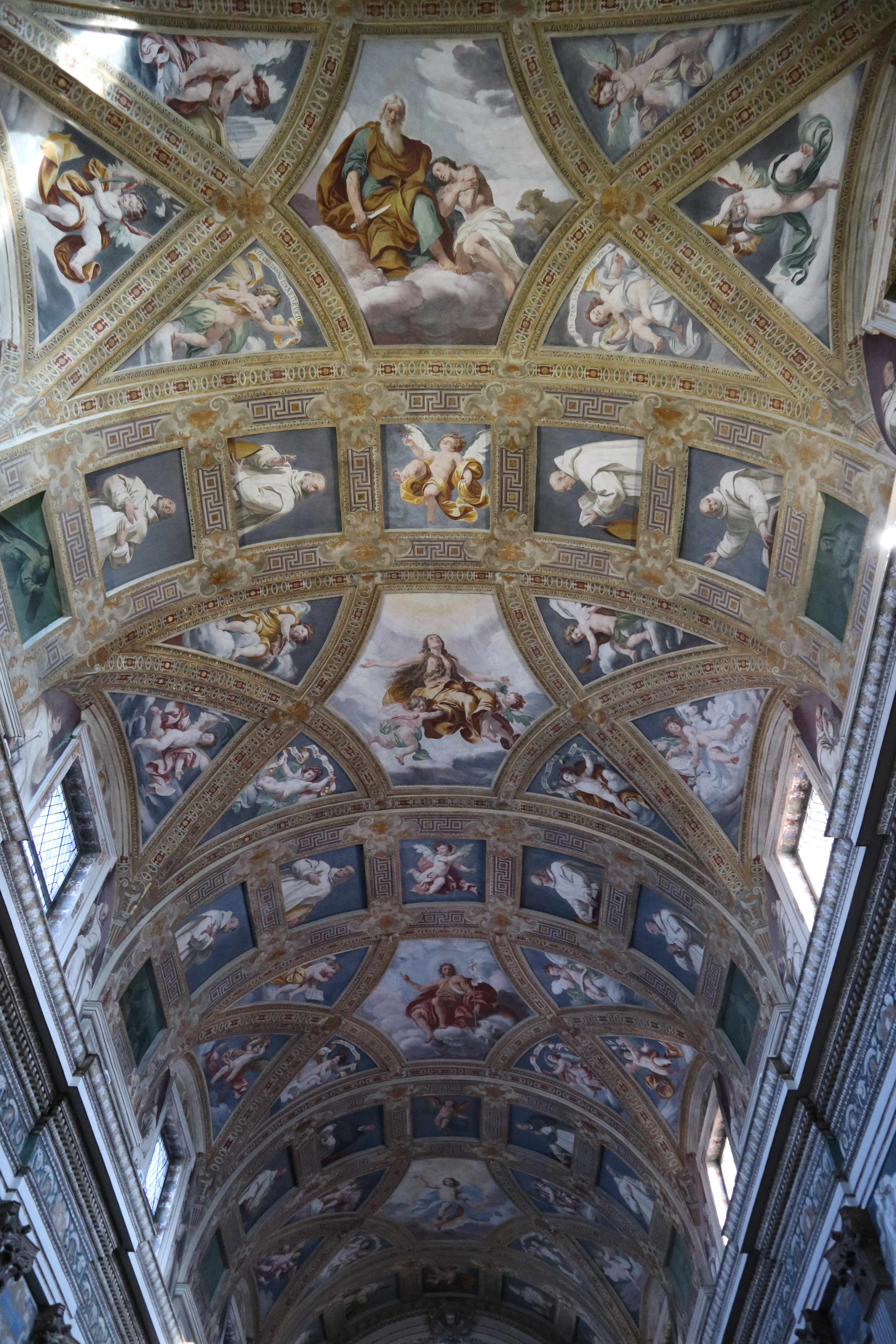
La volta

Al complesso si accedeva un tempo attraversando la roggia Molina, prima che venisse colmata a causa delle inondazioni che provocava. L'accesso principale accede al Cortile dell'Elemosina, unica area del convento un tempo aperta a tutti, costituita da un sobrio porticato classicheggiante, chiuso da un arco che dà accesso al Cortile d'Onore antistante la chiesa. Esso, a pianta quadrata in forma di esedra trilobata, era accessibile solo agli appartenenti all'ordine. Da esso, oltre che alla chiesa, si ha accesso, sulla sinistra alla parte rustica del complesso monastico, mentre sulla destra al chiostro della foresteria. 

### La chiesa
La chiesa abbaziale venne rielaborata in forme tardorinascimentali a partire dal 1562. La facciata presenta dei moduli frammisti tra gli stili rinascimentale e barocco composti da molte statue, obelischi, fregi e fiamme. La sua costruzione richiese infatti svariati decenni, in quanto i primi disegni che ci sono giunti di mano del Seregni datano al 1570, mentre la presenza di san Carlo fra le statue, canonizzato nel 1610, testimonia che fu compiuta solo più tardi di quella data. Essa si compone di tre ordini scanditi da lesene corinzie binate che dividono le varie nicchie contenenti effigi di santi e vescovi. La statuaria è realizzata in marmo di Candoglia, ad eccezione dell'altorilievo della Maddalena in pietra rosa d'Angera, e segue un preciso ordine gerarchico nella sua disposizione. Sono rappresentati, dall'alto verso il basso, la presenza del divino (la Vergine assunta fra angeli sulla cima, e la Maddalena trasportata dagli angeli), nel secondo ordine la diocesi milanese con i suoi patroni san Carlo e sant'Ambrogio, mentre nel primo ordine al centro la Fuga in Egitto, quindi l'ordine certosino con san Bruno e il vescovo Ugo, e ai lati i busti dei fondatori della certosa, Giovanni e Luchino Visconti. Non sono noti gli autori.
Tutta la realizzazione del complesso che si può ammirare oggi, sia per la parte architettonica, che per i cicli pittorici, risponde ai dettami della controriforma, secondo cui il compito dell'arte doveva essere quello di portare il fedele a concentrarsi sulla predicazione e di farlo riflettere sui valori della fede, e sul ruolo dei santi e della chiesa.
All'interno, nell'area absidale, il soffitto è sovrastato da un tiburio di forma ottagonale, mentre tutta la chiesa (opera di Vincenzo Seregni), si presenta ad un'unica navata con volta a botte e stucchi geometrici. Celebre è la decorazione ad affresco, costituita da due distinti cicli pittorici, il primo del manierista Simone Peterzano, maestro del celebre Caravaggio (1578) e il secondo del maggiore interprete del barocco milanese del pieno seicento, Daniele Crespi (1629).

#### La decorazione del presbiterio di Simone Peterzano

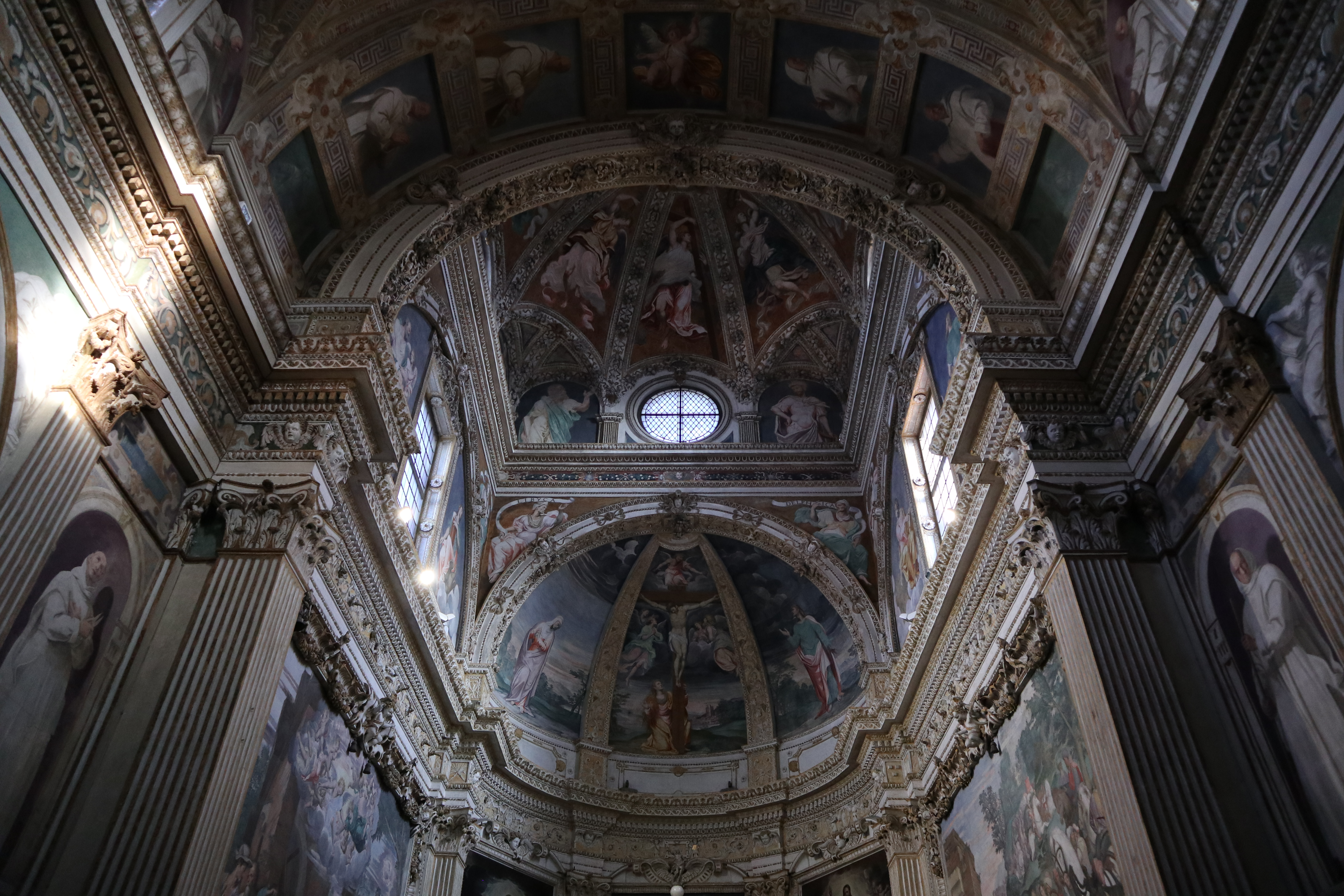
Il presbiterio con il catino absidale e il tiburio affrescati dal Peterzano.

La decorazione pittorica del presbiterio fu affidata al Peterzano nel 1578, con scrupolose indicazioni circa i soggetti da rappresentare e lo stile da impiegare, in rigida ottemperanza alle Instructiuonum fabricae et Supellectilis ecclesiasticae emanate dell'arcivescovo Carlo Borromeo l'anno precedente. Nel catino absidale è la Crocefissione, con le figure isolate della Vergine e di san Giovanni, al di sotto le tele con la Resurrezione, l'Ascensione, la Natività e l'Adorazione dei Magi. Sulla cupola ottagonale, suddivisa a spicchi dagli stucchi di Marsiolio de' Solis, sono affrescati otto Angeli con i simboli della passione, con al centro il Padreterno. Nel tiburio sono invece i Profeti e le Sibille, nelle quattro grandi arcate gli Evangelisti. In queste opere è evidente l'accentuato michelangiolismo del Peterzano, nell'evidenza data ai particolari anatomici delle figure, nel vigoroso chiaroscuro che gli conferisce forte plasticità, e nel moto rotatorio conferito alle pose.

#### Il ciclo delleStorie di San Bruno
Pur non essendoci pervenuta alcuna documentazione, sappiamo dall'iscrizione dipinta dal pittore stesso, che il ciclo di affreschi realizzato da Daniele Crespi fu terminato nel 1629, a un anno dalla sua morte avvenuta durante l'epidemia di peste del 1630.
Nella volta, a scomparti geometrici, sono presenti angeli festanti, venti busti di monaci certosini, e quattro medaglioni che rappresentano:
- Il sacrificio di Isacco
- Maria Maddalena assunta in cielo per ascoltare i cori angelici
- San Giovanni Battista
- Ascensione di Gesù

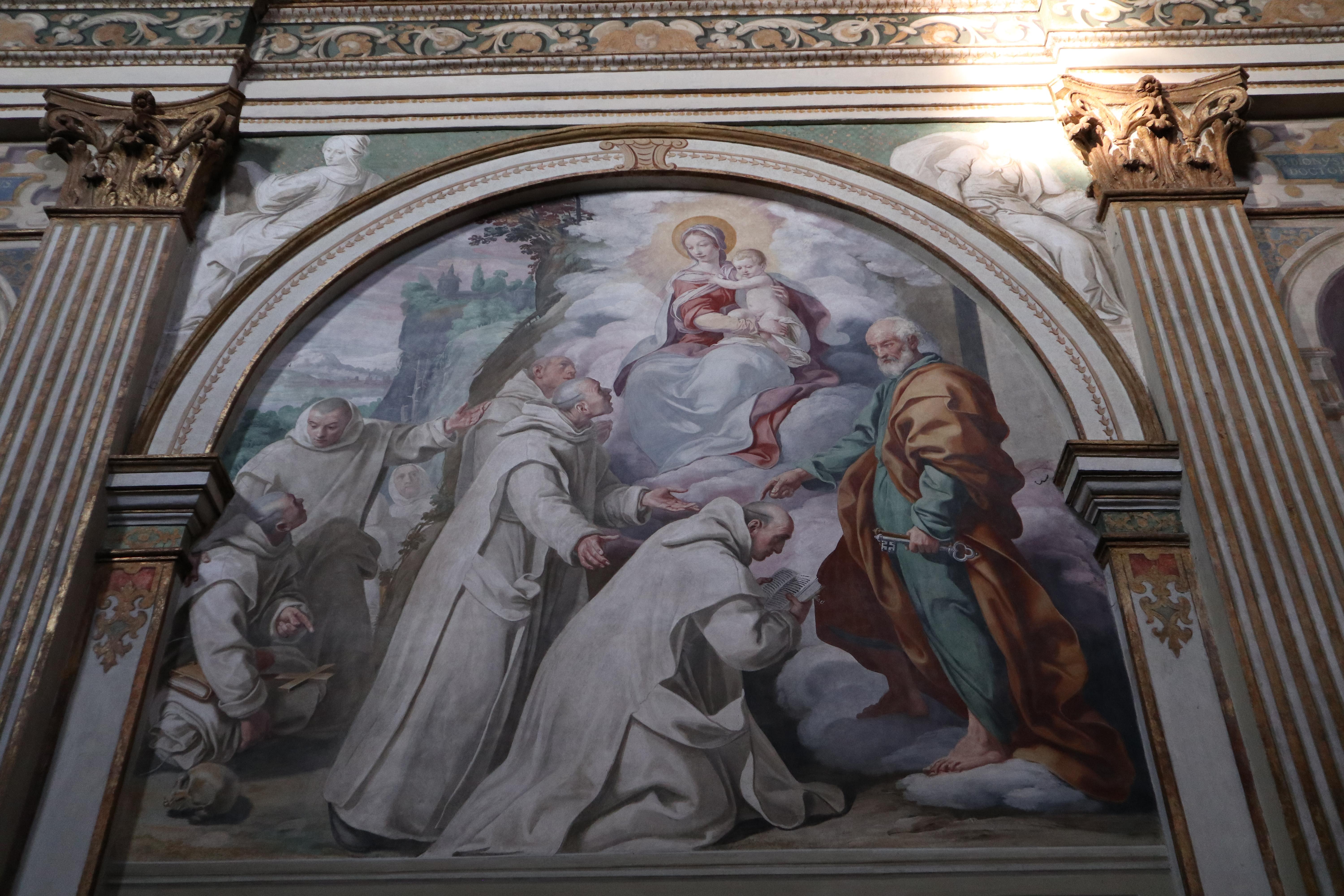
Daniele Crespi, San Pietro e la Vergine approvano la regola certosina

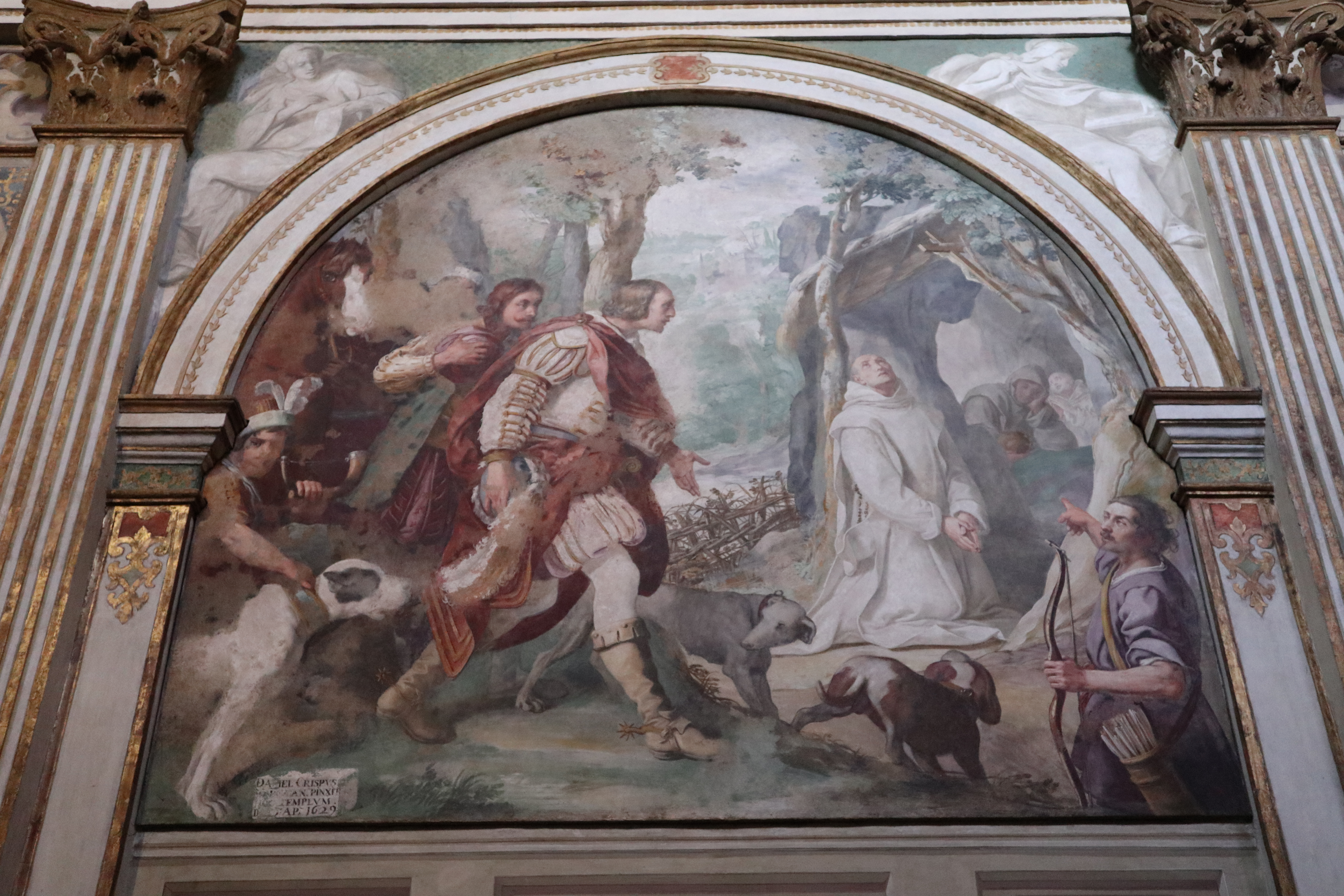
Daniele Crespi, Ruggero di Calabria incontra san Bruno

Sulle pareti della navata e sulla controfacciata è il ciclo con le Storie di San Bruno, realizzato a solo 7 anni dalla sua canonizzazione. Il ciclo è composto dagli affreschi seguenti
- La resurrezione di Raimondo Diocrès (dove il medico parigino risorge temporaneamente al proprio funerale per annunciare al Santo di essere stato condannato all'inferno)[5][6]
- Il sogno del vescovo Ugo di Grenoble (scenograficamente, un giovane scosta un sipario mostrando il sogno premonitore del vescovo Ugo mostrato appisolato al suo tavolo in primo piano: gli angeli costruiscono la certosa preannunciando l'arrivo di san Bruno).
- San Bruno e compagni chiedono al vescovo un luogo di ritiro
- La Benedizione della prima pietra della Grande Chartreuse (il 24 giugno 1085, festa di san Giovanni rappresentato in alto insieme a re David, mentre sullo sfondo è papa Gregorio VII)
- San Pietro e la Vergine approvano la regola certosina (è considerato l'episodio più felice di tutto il ciclo, nel contrasto fra la ieraticità delle figure sacre con l'espressività dei monaci[7])
- Ruggero di Calabria  incontra san Bruno (L'episodio riporta la firma di tutto il ciclo e la data 5 aprile 1629. Qui il pittore vivacizza la scena grazie all'accuratezza della rappresentazione del paesaggio, dei costumi delle figure e dei cani facendone una scena di genere)
- San Bruno appare in sogno al conte Ruggero (per avvertirlo della congiura del capitano delle guardie rappresentata sullo sfondo)

I seguenti affreschi completano l'opera in controfacciata:
- Urbano II approva l'esperienza certosina
- San Bruno rifiuta la carica arcivescovile

A lato delle finestre e nelle finte edicole sono rappresentati venti santi e beati dell'ordine certosino a figura intera. I ritratti sono caratterizzati da forte espressività e intenso realismo, oltre che da un'efficace plasticità illusionistica.

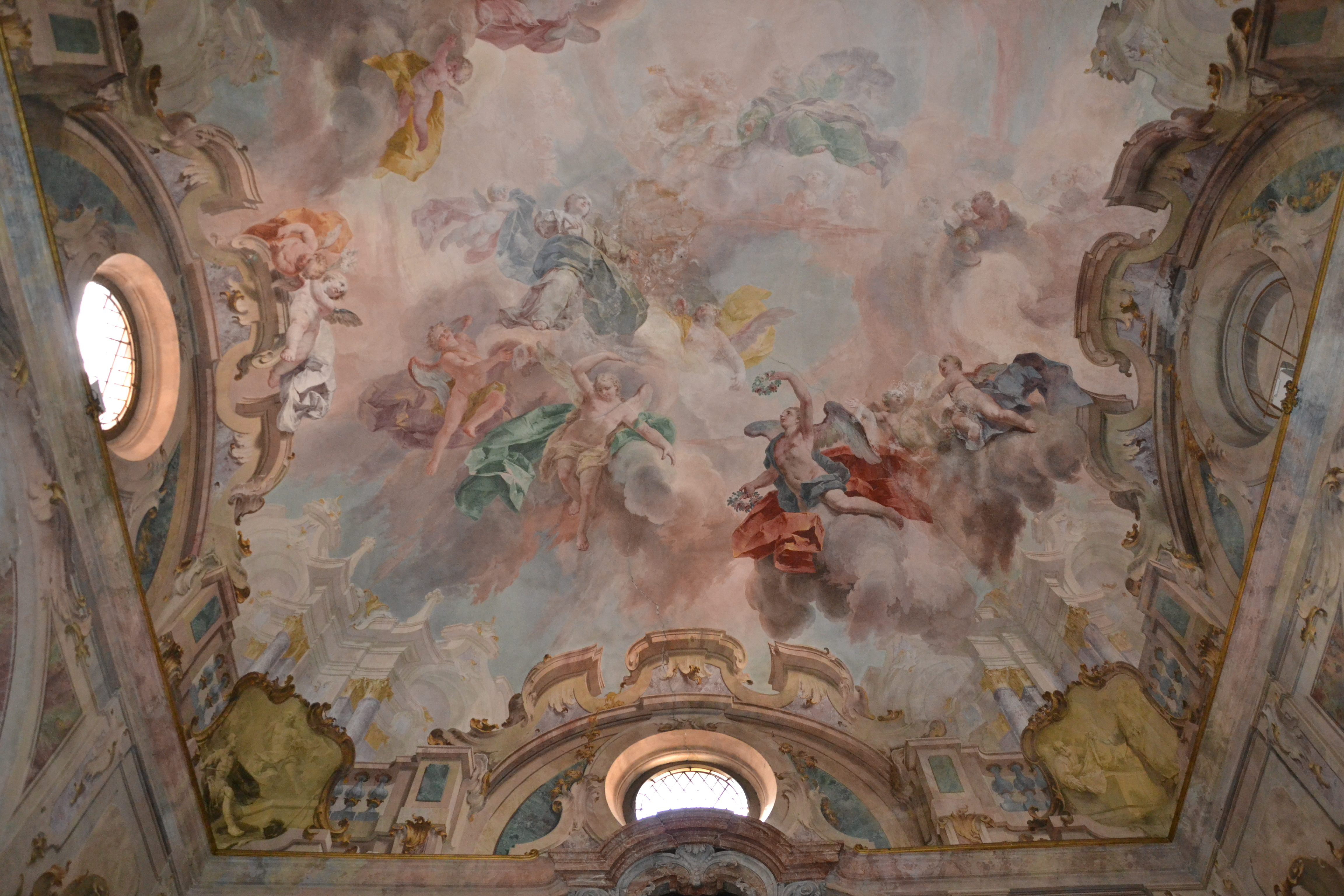
Biagio Bellotti, Gloria della Vergine

#### La cappella delRosario
L'ultimo importante intervento decorativo nella chiesa è la realizzazione della cappella detta del Rosario, realizzata attorno al 1770 dal canonico Biagio Bellotti. La decorazione, in stile rococò, integra in un insieme unitario gli affreschi che rivestono interamente la superficie della cappella e gli elementi architettonici e ornamentali quali l'altare e le cornici. È frutto della collaborazione dell'Agrati, autore delle quadrature affrescate, e del Bellotti, autore delle figure. Nella cupola è la Gloria della Vergine, mentre sulle pareti sono affrescati i misteri del rosario: a sinistra i misteri gaudiosi: La visitazione, La nascita di Gesù, La presentazione di Gesù al Tempio, Gesù fra i dottori, oltre alla Crocefissione. Di fronte, gli altri misteri dolorosi: Gesù nell'orto degli ulivi, La flagellazione di Gesù alla colonna, L'incoronazione di spine, Gesù è caricato della Croce. Lo slancio ascensionale della cupola ricorda le celebri volte del Tiepolo di Palazzo Clerici e Palazzo Archinto a Milano, mentre la gamma cromatica sui verdi e i rosati e gli incarnati cerulei provengono da altri autori del barocchetto lombardo quali Pietro Antonio Magatti.
L'altare ospita il dipinto Annunciazione di Enea Salmeggia realizzato nel 1596.

### Altri interventi artistici
Gli unici brani pittorici conservati nel complesso abbaziale precedenti ai rifacimenti manieristi e barocchi sono un affresco con san Michele arcangelo di Bernardino Zenale nella volta della Sala Capitolare, e un affresco rappresentante santa Caterina di Bartolomeo Benzi da Torno nella sagrestia.
Nel refettorio del convento, oggi adibito a cappella delle suore francescane missionarie, è un vasto affresco del 1614 con la Crocifissione, santi e monaci certosini di Bartolomeo Roverio detto il Genovesino, in cui si vede l'arcivescovo Giovanni Visconti che offre la certosa, dettagliatamente rappresentata.